# Euchalcia illustris
Euchalcia illustris là một loài bướm đêm trong họ Noctuidae.